# Kriviči
I Kriviči (in bielorusso крывічы, kryvičý; in russo кривичи) furono una unione tribale di popolazioni slave orientali che vissero, nei secoli fra il VI e il XII, in un territorio compreso nelle odierne Bielorussia, Ucraina settentrionale e Russia occidentale, nell'alto corso dei fiumi Volga, Dnepr e Dvina occidentale, oltre che nel basso corso della Velikaja e del bacino del Nemunas.
Nel corso del VI secolo i Kriviči lasciarono le loro zone di origine, situate nella zona dei Carpazi, muovendosi verso nordest andando ad occupare il territorio sopra descritto, assorbendo nella loro avanzata alcune preesistenti piccole tribù finniche e lituane. Nell'XI secolo entrarono a far parte, come tributari, dello stato della Rus' di Kiev, la prima forma statale russa.
Il loro nome sembra derivare dal termine Kriv, che sarebbe stato uno dei loro progenitori.